# Temps mémorables
 (juin 2018).
Temps mémorables (Tempi memorabili) est un roman bref de Carlo Cassola, publié par la maison d’édition Einaudi pendant le printemps du 1996, qui reprend un conte de la Visite et parle d’une période de la vie mémorable: l’adolescence.

## Résumé
Années 1930. Comme chaque été, Fausto, âgé de quinze ans, part de Rome pour rejoindre en train la localité de Marina di Cecina et passer un mois à la mer. Mais Fausto n’aime pas la ville et préférerait aller à Volterra et parler de littérature avec son cousin Giacomo. À Marina, le garçon est seul avec sa mère et son unique ami Enrico, un peu plus âgé que lui et assistant du maître nageur. Mais Enrico a beaucoup changé, amoureux de Anna, il délaisse Fausto qui désormais et malgré sa timidité va faire la successivement la connaissance de divers personnages qui vont changer sa vie et lui faire connaître l'amour,.

## Personnages
- Fausto: Il a quinze ans et vit à Rome. Garçon timide et introverti. Il préfère passer l’été à Volterra, en parlant de littérature avec son cousin, plutôt qu'à la mer.
- Enrico: Un peu plus âgé que Fausto, assistant du maître nageur, beau, fort et aimé des filles.
- Anna: Habite à Marina di Cecina, timide, elle a les cheveux bruns. Enrico rt Fausto sont amoureux d’elle.
- Gabriella: Premier amour de Fausto, à treize ans et vient de Sienne. Toujours bien habillée, cheveux noirs et yeux verts.
- Le garçon des fours: Mince, blond et yeux verts. Après l’avoir connu, Fausto se rend compte qu’il n'est fait pour lui. Souvent moqué et pas respecté, car il appartient à une classe inférieure et il est battu par les fascistes.
- Michele: Grand, il porte des lunettes et a les taches de rousseur. Il se trouve dans la plage à côté de celle de Fausto et il aime Vittorina (une amie de Gabriella).
- Nedo: Est très malicieux, a beaucoup d’amis et aime plaisanter et s’amuser.
- Les parents de Fausto: La mère a 55 ans et le père en a 63. Ils sont très différents: le père est pressé et ne tolère pas les retards. La mère est tranquille et calme.

## Analyse
Temps mémorables révélé l' intention de son auteur de revenir au monde de ses premiers essais littéraires. La narration concerne une période de la vie qui décrit les faits et leur répercussion dans l’âme des adolescents qui les vivent.
L’adjectif mémorables résume une des idées centrales de la poétique de Cassola: pour chaque individu le terme mémorable comprend tous les faits , décors et faits pas forcements exceptionnels . Pour Fausto, mémorable est cette villégiature d’adolescent avec la gare, le voyage en train, l’arrivée à destination, la vie à la plage et les sentiments.
Les coordonnés d’espace et de temps restent suspendues autour de l’adolescence de Fausto qui deviennent les marques de sa condition existentielle quand son amour pour Anna marque sa vie et est les tournant de sa jeunesse,.

## Éditions
- Carlo Cassola, Tempi memorabili, Einaudi, 1966
- Carlo Cassola, Temps mémorables, dans Lectures pour le collège, Einaudi, 1981